# 波动性
（又稱波動率），指金融资产在一定时间段的变化性。不同期限的波動性均以年度化涨落的标准差来表示。這就像債券一樣，不論到期日是否為一年，利率都是以一年期的方式表示。原本波动性是指波在前进方向上的涨落的特性。在金融市场中，投资的波动性与其风险有着密切的联系，波動若越大則代表該金融商品不穩定。
在股票市場，以每天收市價計算的波動度稱為歷史波幅（Historical Volatility），以股票期權估算的未來波動度稱為引申波幅（Implied Volatility）。着名的VIX指数是標準普爾500指數期權的30日引申波幅，以年度化表示。

## 数学定义
年化波动率{\displaystyle \sigma }定义为对象资产的年回报率的对数值的标准差。
一般的时间长度为T（年）的一段时间内的波动率{\displaystyle \sigma _{T}}则定义为：
{\displaystyle \sigma _{T}=\sigma {\sqrt {T}}.\,}
因此，如果一种资产（如股票）在长度为P的一段时间内，日均的对数回报率的标准差为{\displaystyle \sigma _{SD}}，那么年化波动性为
{\displaystyle \sigma ={\frac {\sigma _{SD}}{\sqrt {P}}}.\,}
在美国，通常认为{\displaystyle P={\frac {1}{252}}}（因为美国每年有252个交易日）。因此如果某资产的{\displaystyle \sigma _{SD}=0.01}，那么就可以算出年化波动率为
{\displaystyle \sigma ={\frac {0.01}{\sqrt {\frac {1}{252}}}}=0.1587.}
当然也可依上式算出月波动率等：{\displaystyle T={\frac {1}{12}}}时，
{\displaystyle \sigma _{\text{month}}=0.1587{\sqrt {\frac {1}{12}}}=0.0458.}

### VIX指數
在2018年，VIX指數的長期平均值是18.49。這代表在68%置信區間內，S&P 500在30日後會升跌
{\displaystyle \sigma ={\frac {18.49\%}{\sqrt {12}}}=5.34\%}
不同期限的波動性都是獨立的，所以不能用某一期限的波動性推算出其他期限的。例如，VIX指數是18，不代表一年後S&P 500會升跌18%，因為VIX指數的期限是30日。一般而言，期限愈長，年度化波動性愈低。